# Ејнар Снит
Фредрик Ејнар Снит (швед. Einar Snitt;  13. октобар 1905 — 2. јануар 1973) био је шведски фудбалер који је играо за Шведску на Светском првенству у фудбалу 1934.. Такође је изабран као резерва у шведском тиму за Олимпијске игре 1936. године. На турниру, међутим, није добио минутажу када је Шведска претрпела један од највећих пораза шведског фудбала неочекиваним поразом од Јапана са 3 : 2. Резултат је значио да је Олимпијада за Шведску завршена - после само једног одиграног меча. 
Снит, који је током своје клупске каријере играо за Сандвикенс, одиграо је у периоду 1926-36 укупно 17 репрезентативних утакмица (без постигнутог гола).